# Unčín
Unčín (in tedesco Untschin) è un comune ceco situato nel distretto di Žďár nad Sázavou, nella regione di Vysočina.